# Gammelsbach

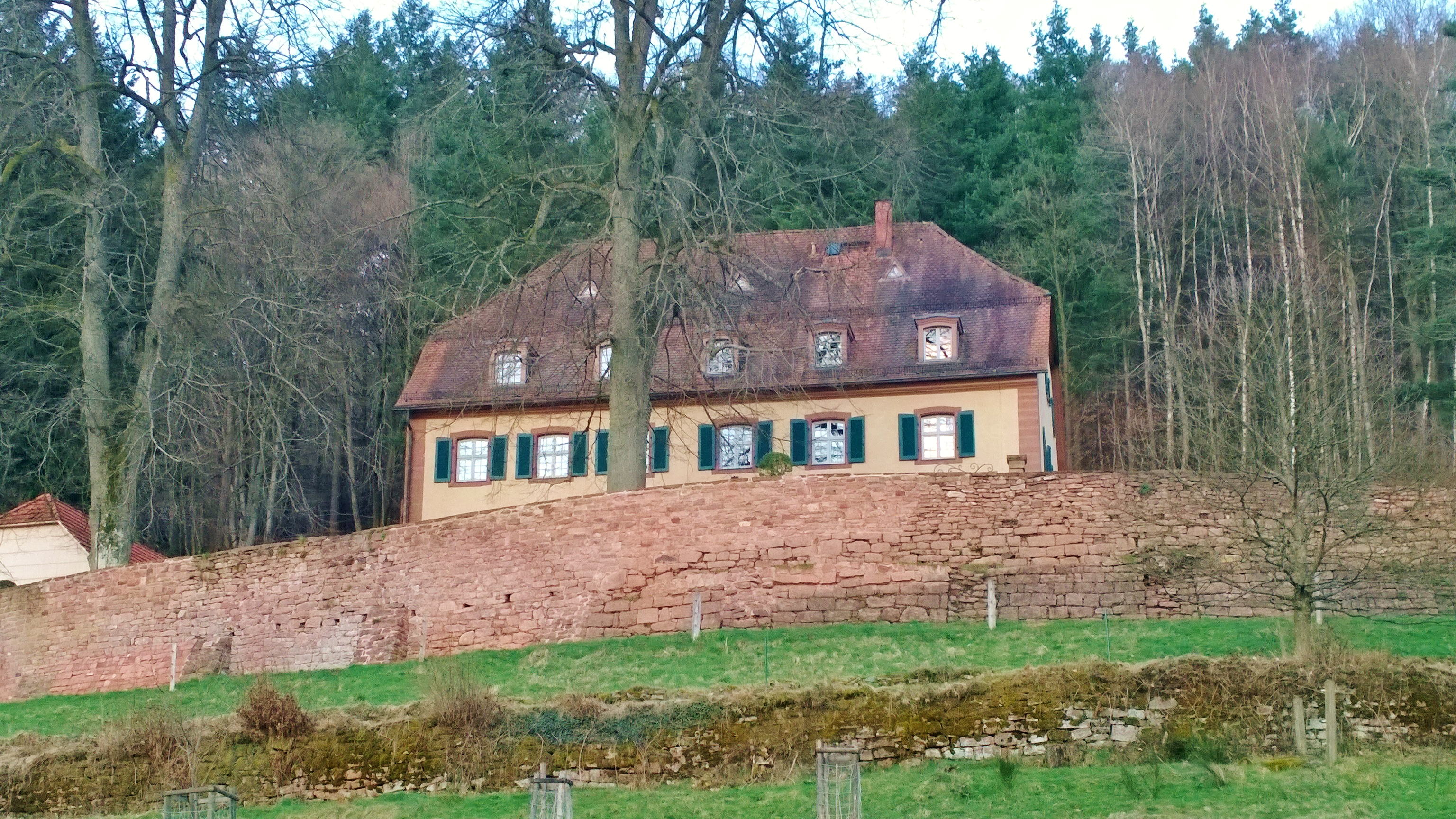
Das ehemalige Jagdschloss Gammelsbach im Steinbachtal

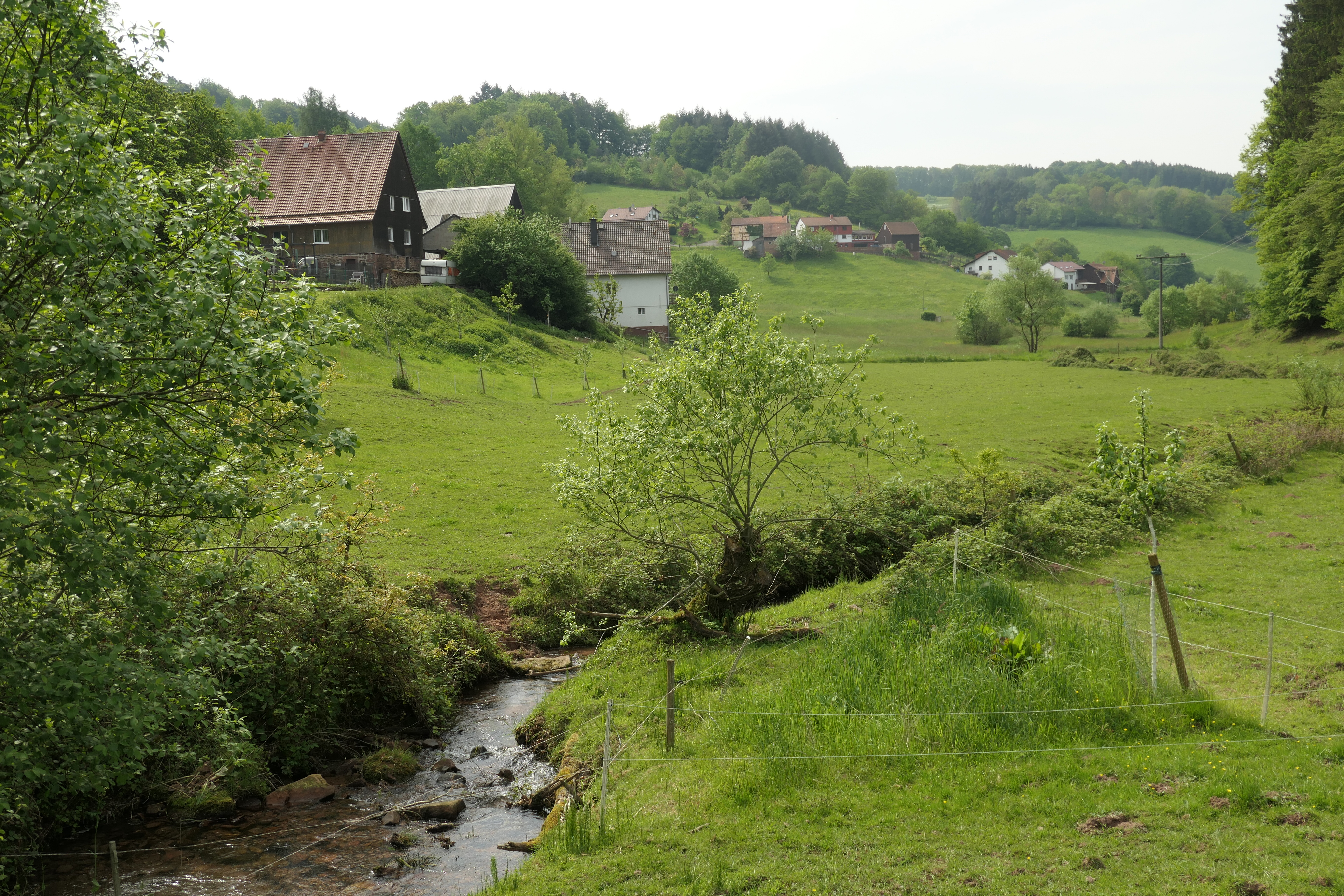
Nördlicher Teil des Ortes (2023), das Bachtal gehört zum FFH-Gebiet „Jakobsgrund und Gammelsbachaue“

Gammelsbach ist ein Stadtteil von Oberzent im südhessischen Odenwaldkreis.

## Geographie
Gammelsbach liegt im Odenwald südlich von Beerfelden im Gammelsbachtal. Die Gemarkung erstreckt sich zwischen den Kammlinien der Hirschhorner Höhe im Westen und der Sensbacher Höhe im Osten. Durch den Ort verläuft die Bundesstraße 45.

## Geschichte

### Ortsgeschichte
Die älteste bekannte schriftliche Erwähnung von Gammelsbach erfolgte unter dem Namen Gamenesbach im Jahr 795.
Der im Jahr 772 erwähnte Gaminesbach bezeichnete ein Fließgewässer.
In der Zeit um den Dreißigjährigen Krieg bestanden im Ort zwei Eisenhämmer zur Verarbeitung von Mangan und Alteisen. Später arbeitete die Bevölkerung in Steinbrüchen oder als Leinweber.
1939 hatte Gammelsbach 628 Einwohner und gehörte zum Landkreis Erbach.
Hessische Gebietsreformen (1970–1977, 2018)
Zum 1. Oktober 1971 wurde die bis dahin selbständige Gemeinde Gammelsbach im Zuge der Gebietsreform in Hessen auf freiwilliger Basis in die Stadt Beerfelden eingegliedert, die wiederum am 1. Januar 2018 mit weiteren Gemeinden die Stadt Oberzent bildete. Dabei wurde Gammelsbach ein Stadtteil der neuen Stadt Oberzent.
Für Gammelsbach wurde ein Ortsbezirk mit Ortsbeirat und Ortsvorsteher nach der Hessischen Gemeindeordnung gebildet.

### Verwaltungsgeschichte im Überblick
Die folgende Liste zeigt die Staaten und Verwaltungseinheiten, denen Gammelsbach angehört(e):
- vor 1806: Heiliges Römisches Reich, Grafschaft Erbach, Teilgrafschaft Erbach-Fürstenau, Amt Freienstein
- ab 1806: Großherzogtum Hessen (Souveränitätslande),[Anm. 2] Fürstentum Starkenburg, Amt Freienstein (zur Standesherrschaft Erbach gehörig)
- ab 1815: Großherzogtum Hessen[Anm. 3] (Souveränitätslande), Provinz Starkenburg, Amt Freienstein (zur Standesherrschaft Erbach gehörig)
- ab 1822: Großherzogtum Hessen, Provinz Starkenburg, Landratsbezirk Erbach[Anm. 4]
- ab 1848: Großherzogtum Hessen, Regierungsbezirk Erbach
- ab 1852: Großherzogtum Hessen, Provinz Starkenburg, Kreis Erbach
- ab 1871: Deutsches Reich,[Anm. 5] Großherzogtum Hessen, Provinz Starkenburg, Kreis Erbach
- ab 1918: Deutsches Reich (Weimarer Republik), Volksstaat Hessen,[Anm. 6] Provinz Starkenburg, Kreis Erbach
- ab 1938: Deutsches Reich, Volksstaat Hessen, Landkreis Erbach[6][Anm. 7]
- ab 1945: Amerikanische Besatzungszone,[Anm. 8] Groß-Hessen, Regierungsbezirk Darmstadt, Landkreis Erbach
- ab 1946: Amerikanische Besatzungszone, Hessen, Regierungsbezirk Darmstadt, Landkreis Erbach
- ab 1949: Bundesrepublik Deutschland, Hessen, Regierungsbezirk Darmstadt, Landkreis Erbach
- ab 1971: Bundesrepublik Deutschland, Land Hessen, Regierungsbezirk Darmstadt, Landkreis Erbach, Stadt Beerfelden[Anm. 9]
- ab 1972: Bundesrepublik Deutschland, Land Hessen, Regierungsbezirk Darmstadt, Odenwaldkreis, Stadt Beerfelden
- ab 2018: Bundesrepublik Deutschland, Land Hessen, Regierungsbezirk Darmstadt, Odenwaldkreis, Stadt Oberzent[Anm. 10]

## Bevölkerung

### Einwohnerentwicklung
- 1961: 694 evangelische (= 86,86 %), 93 katholische (= 11,94 %) Einwohner[1]

| Gammelsbach: Einwohnerzahlen von 1829 bis 2020 | Gammelsbach: Einwohnerzahlen von 1829 bis 2020 | Gammelsbach: Einwohnerzahlen von 1829 bis 2020 | Gammelsbach: Einwohnerzahlen von 1829 bis 2020 | Gammelsbach: Einwohnerzahlen von 1829 bis 2020 |
| --- | ---------------------------------------------- | ---------------------------------------------- | ---------------------------------------------- | ---------------------------------------------- |
| Jahr |                                                |                                                |                                                | Einwohner                                      |
| 1829 | 1829                                           |                                                | 538                                            | 538                                            |
| 1834 | 1834                                           |                                                | 594                                            | 594                                            |
| 1840 | 1840                                           |                                                | 630                                            | 630                                            |
| 1846 | 1846                                           |                                                | 647                                            | 647                                            |
| 1852 | 1852                                           |                                                | 661                                            | 661                                            |
| 1858 | 1858                                           |                                                | 677                                            | 677                                            |
| 1864 | 1864                                           |                                                | 668                                            | 668                                            |
| 1871 | 1871                                           |                                                | 723                                            | 723                                            |
| 1875 | 1875                                           |                                                | 719                                            | 719                                            |
| 1885 | 1885                                           |                                                | 730                                            | 730                                            |
| 1895 | 1895                                           |                                                | 616                                            | 616                                            |
| 1905 | 1905                                           |                                                | 617                                            | 617                                            |
| 1910 | 1910                                           |                                                | 596                                            | 596                                            |
| 1925 | 1925                                           |                                                | 617                                            | 617                                            |
| 1939 | 1939                                           |                                                | 628                                            | 628                                            |
| 1946 | 1946                                           |                                                | 836                                            | 836                                            |
| 1950 | 1950                                           |                                                | 803                                            | 803                                            |
| 1956 | 1956                                           |                                                | 749                                            | 749                                            |
| 1961 | 1961                                           |                                                | 799                                            | 799                                            |
| 1967 | 1967                                           |                                                | 853                                            | 853                                            |
| 1970 | 1970                                           |                                                | 940                                            | 940                                            |
| 1980 | 1980                                           |                                                | ?                                              | ?                                              |
| 1990 | 1990                                           |                                                | ?                                              | ?                                              |
| 2000 | 2000                                           |                                                | ?                                              | ?                                              |
| 2011 | 2011                                           |                                                | 924                                            | 924                                            |
| 2018 | 2018                                           |                                                | 923                                            | 923                                            |
| 2020 | 2020                                           |                                                | 907                                            | 907                                            |
| Datenquelle: Historisches Gemeindeverzeichnis für Hessen: Die Bevölkerung der Gemeinden 1834 bis 1967. Wiesbaden: Hessisches Statistisches Landesamt, 1968. Weitere Quellen: LAGIS; Zensus 2011 |                                                |                                                |                                                |                                                |

### Einwohnerstruktur 2011
Nach den Erhebungen des Zensus 2011 lebten am Stichtag dem 9. Mai 2011 in Gammelsbach 924 Einwohner. Darunter waren 12 (1,3 %) Ausländer.
Nach dem Lebensalter waren 117 Einwohner unter 18 Jahren, 351 zwischen 18 und 49, 237 zwischen 50 und 64 und 222 Einwohner waren älter.
Die Einwohner lebten in 405 Haushalten. Davon waren 102 Singlehaushalte, 132 Paare ohne Kinder und 135 Paare mit Kindern, sowie 30 Alleinerziehende und 6 Wohngemeinschaften. In 102 Haushalten lebten ausschließlich Senioren und in 249 Haushaltungen lebten keine Senioren.

## Sehenswürdigkeiten
- Burg Freienstein, eine Ruine aus dem 12. Jahrhundert, die hoch über dem Ort steht
- Jagdschloss Gammelsbach (Jagdhaus Steingrund), erhaltenes Jagdschloss aus dem 18. Jahrhundert.

## Natur und Schutzgebiete
Nordwestlich des Ortes liegt das Naturschutzgebiet „Jakobsgrund bei Gammelsbach“. Dieses ist seit 2008 Teil des FFH-Gebietes „Jakobsgrund und Gammelsbachaue“ im Netzwerk Natura 2000, welches sich entlang des Gammelsbachs vom Jakobsgrund in südlicher Richtung bis zur Landesgrenze zu Baden-Württemberg erstreckt.